# Palaminy
Palaminy est une commune française située dans le centre du département de la Haute-Garonne, en région Occitanie.
Sur le plan historique et culturel, la commune est dans le pays de Comminges, correspondant à l’ancien comté de Comminges, circonscription de la province de Gascogne située sur les départements actuels du Gers, de la Haute-Garonne, des Hautes-Pyrénées et de l'Ariège. Exposée à un climat océanique altéré, elle est drainée par la Garonne, le Bernès, le ruisseau de Saint-Antoine, le ruisseau de Tounis, et par divers autres petits cours d'eau. La commune possède un patrimoine naturel remarquable : deux sites Natura 2000 (la « vallée de la Garonne de Boussens à Carbonne » et « Garonne, Ariège, Hers, Salat, Pique et Neste »), un espace protégé (« la Garonne, l'Ariège, l'Hers Vif et le Salat ») et quatre zones naturelles d'intérêt écologique, faunistique et floristique.
Palaminy est une commune urbaine qui compte 772 habitants en 2022. Elle est dans l'agglomération de Cazères et fait partie de l'aire d'attraction de Toulouse. Ses habitants sont appelés les Palaminyciens ou  Palaminyciennes.
Le patrimoine architectural de la commune comprend quatre  immeubles protégés au titre des monuments historiques : l'église Saint-Pierre, inscrite en 1950, le château, inscrit en 1988, la maison du Tilleul, inscrite en 1988, et la maison Le Roucat, inscrite en 1988.

## Géographie

### Localisation
La commune de Palaminy se trouve dans le département de la Haute-Garonne, en région Occitanie.
Elle se situe à 54 km à vol d'oiseau de Toulouse, préfecture du département, à 35 km de Muret, sous-préfecture, et à 1 km de Cazères, bureau centralisateur du canton de Cazères dont dépend la commune depuis 2015 pour les élections départementales.
La commune fait en outre partie du bassin de vie de Cazères.
Les communes les plus proches sont : 
Cazères (1,4 km), Couladère (1,7 km), Mauran (3,5 km), Saint-Michel (4,1 km), Martres-Tolosane (4,8 km), Montclar-de-Comminges (4,8 km), Mondavezan (4,9 km), Saint-Christaud (5,1 km).
Sur le plan historique et culturel, Palaminy fait partie du pays de Comminges, correspondant à l’ancien comté de Comminges, circonscription de la province de Gascogne située sur les départements actuels du Gers, de la Haute-Garonne, des Hautes-Pyrénées et de l'Ariège.
Palaminy est limitrophe de sept autres communes.
Les communes limitrophes sont Mondavezan, Cazères, Martres-Tolosane, Mauran, Montclar-de-Comminges, Plagne et Saint-Michel.
| Martres-Tolosane      | Mondavezan |              |
| Mauran                | Palaminy   | Cazères      |
| Montclar-de-Comminges | Plagne     | Saint-Michel |

### Géologie et relief
La superficie de la commune est de 1 113 hectares ; son altitude varie de 235  à   460 mètres.

### Hydrographie

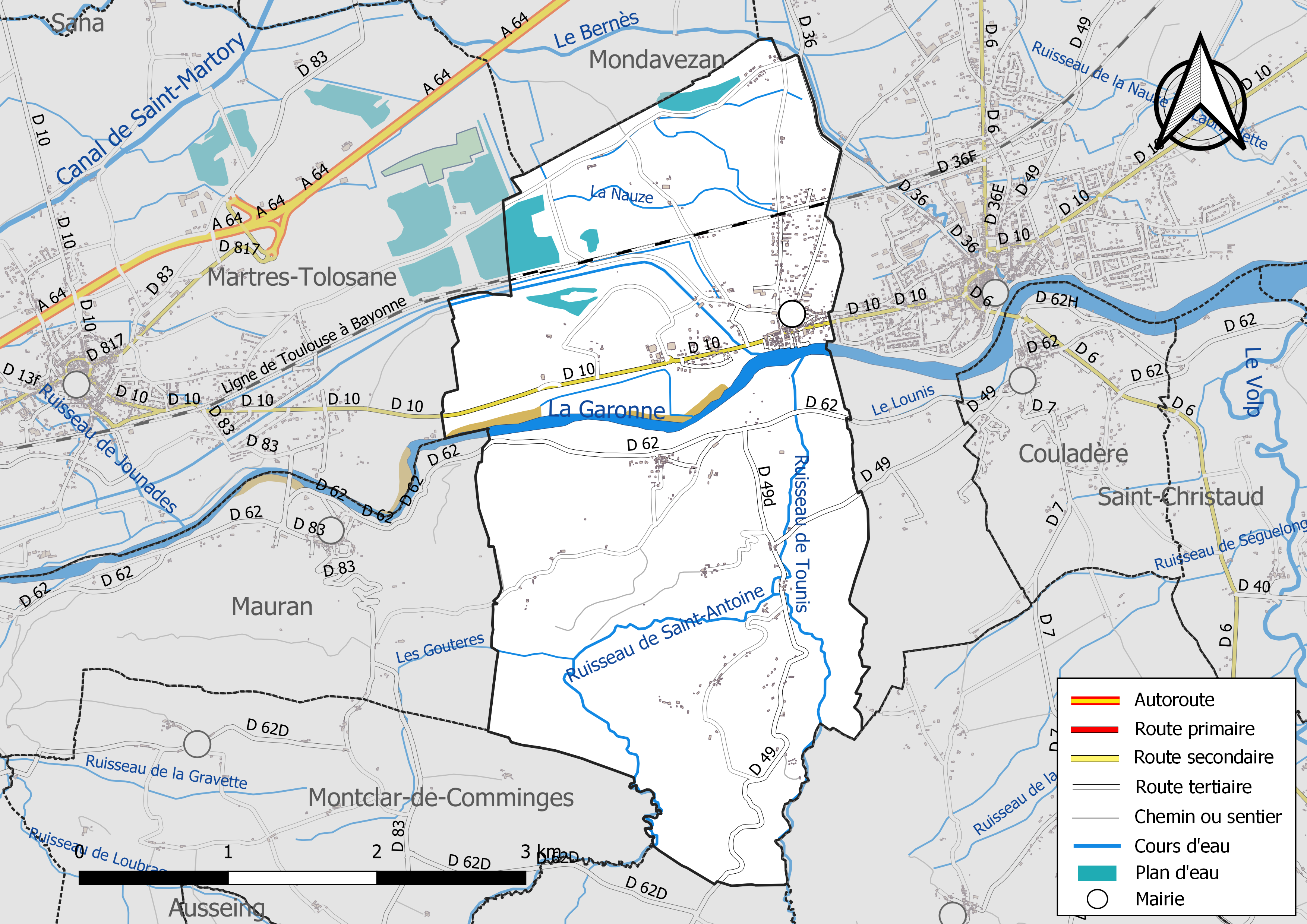
Réseaux hydrographique et routier de Palaminy.

La commune est dans le bassin de la Garonne, au sein du bassin hydrographique Adour-Garonne. Elle est drainée par la Garonne, le Bernès, le ruisseau de Saint-Antoine, le ruisseau de Tounis, la Nauze Les Gouteres et par divers petits cours d'eau, constituant un réseau hydrographique de 21 km de longueur totale,.
La Garonne est un fleuve principalement français prenant sa source en Espagne et qui coule sur 529 km avant de se jeter dans l’océan Atlantique.
Le Bernès, d'une longueur totale de 18,3 km, prend sa source dans la commune d'Aurignac et s'écoule d'ouest en est. Il traverse la commune et se jette dans la Garonne à Cazères, après avoir traversé 9 communes.

### Climat
Pour des articles plus généraux, voir Climat de l'Occitanie et Climat de la Haute-Garonne.
En 2010, le climat de la commune est de type climat océanique altéré, selon une étude s'appuyant sur une série de données couvrant la période 1971-2000. En 2020, Météo-France publie une typologie des climats de la France métropolitaine dans laquelle la commune est toujours exposée à un climat océanique altéré et est dans la région climatique Aquitaine, Gascogne, caractérisée par une pluviométrie abondante au printemps, modérée en automne, un faible ensoleillement au printemps, un été chaud (19,5 °C), des vents faibles, des brouillards fréquents en automne et en hiver et des orages fréquents en été (15 à 20 jours).
Pour la période 1971-2000, la température annuelle moyenne est de 12,8 °C, avec une amplitude thermique annuelle de 15,7 °C. Le cumul annuel moyen de précipitations est de 810 mm, avec 9,2 jours de précipitations en janvier et 6 jours en juillet. Pour la période 1991-2020, la température moyenne annuelle observée sur la station météorologique installée sur la commune est de 13,2 °C et le cumul annuel moyen de précipitations est de 715,2 mm,. Pour l'avenir, les paramètres climatiques de la commune estimés pour 2050 selon différents scénarios d’émission de gaz à effet de serre sont consultables sur un site dédié publié par Météo-France en novembre 2022.
| Mois                                  | jan.           | fév.           | mars           | avril         | mai           | juin          | jui.          | août          | sep.          | oct.          | nov.          | déc.          | année      |
| ------------------------------------- | -------------- | -------------- | -------------- | ------------- | ------------- | ------------- | ------------- | ------------- | ------------- | ------------- | ------------- | ------------- | ---------- |
| Température minimale moyenne (°C)     | 0,9            | 0,7            | 3,3            | 6,3           | 9,4           | 13,4          | 15,3          | 15            | 11,8          | 8,2           | 3,7           | 1             | 7,4        |
| Température moyenne (°C)              | 5,5            | 6              | 9,1            | 12,1          | 15,2          | 19,6          | 21,6          | 21,4          | 18,4          | 14,4          | 9,1           | 6             | 13,2       |
| Température maximale moyenne (°C)     | 10,2           | 11,3           | 14,9           | 18            | 20,9          | 25,7          | 27,8          | 27,9          | 25,1          | 20,6          | 14,4          | 11,1          | 19         |
| Record de froid (°C) date du record   | −10,1 12.01.10 | −13,1 09.02.12 | −10,6 01.03.05 | −3,8 08.04.21 | −0,5 06.05.19 | 2,9 01.06.06  | 7,5 15.07.16  | 5,1 31.08.10  | 2 29.09.07    | −4,5 25.10.03 | −8,8 18.11.07 | −9,9 24.12.05 | −13,1 2012 |
| Record de chaleur (°C) date du record | 21,8 01.01.22  | 25,2 27.02.19  | 25,7 20.03.05  | 29,1 09.04.11 | 33 21.05.22   | 39,6 29.06.19 | 39,3 17.07.22 | 41,8 23.08.23 | 35,7 05.09.06 | 34,2 01.10.23 | 25,1 01.11.20 | 22,3 31.12.21 | 41,8 2023  |
| Précipitations (mm)                   | 64,2           | 50,9           | 56,5           | 74,8          | 82,5          | 63,5          | 52,4          | 53,3          | 41,2          | 49,6          | 69,4          | 56,9          | 715,2      |

### Milieux naturels et biodiversité

#### Espaces protégés
La protection réglementaire est le mode d’intervention le plus fort pour préserver des espaces naturels remarquables et leur biodiversité associée,.
Un  espace protégé est présent sur la commune : 
« la Garonne, l'Ariège, l'Hers Vif et le Salat », objet d'un arrêté de protection de biotope, d'une superficie de 1 658,7 ha.

#### Réseau Natura 2000

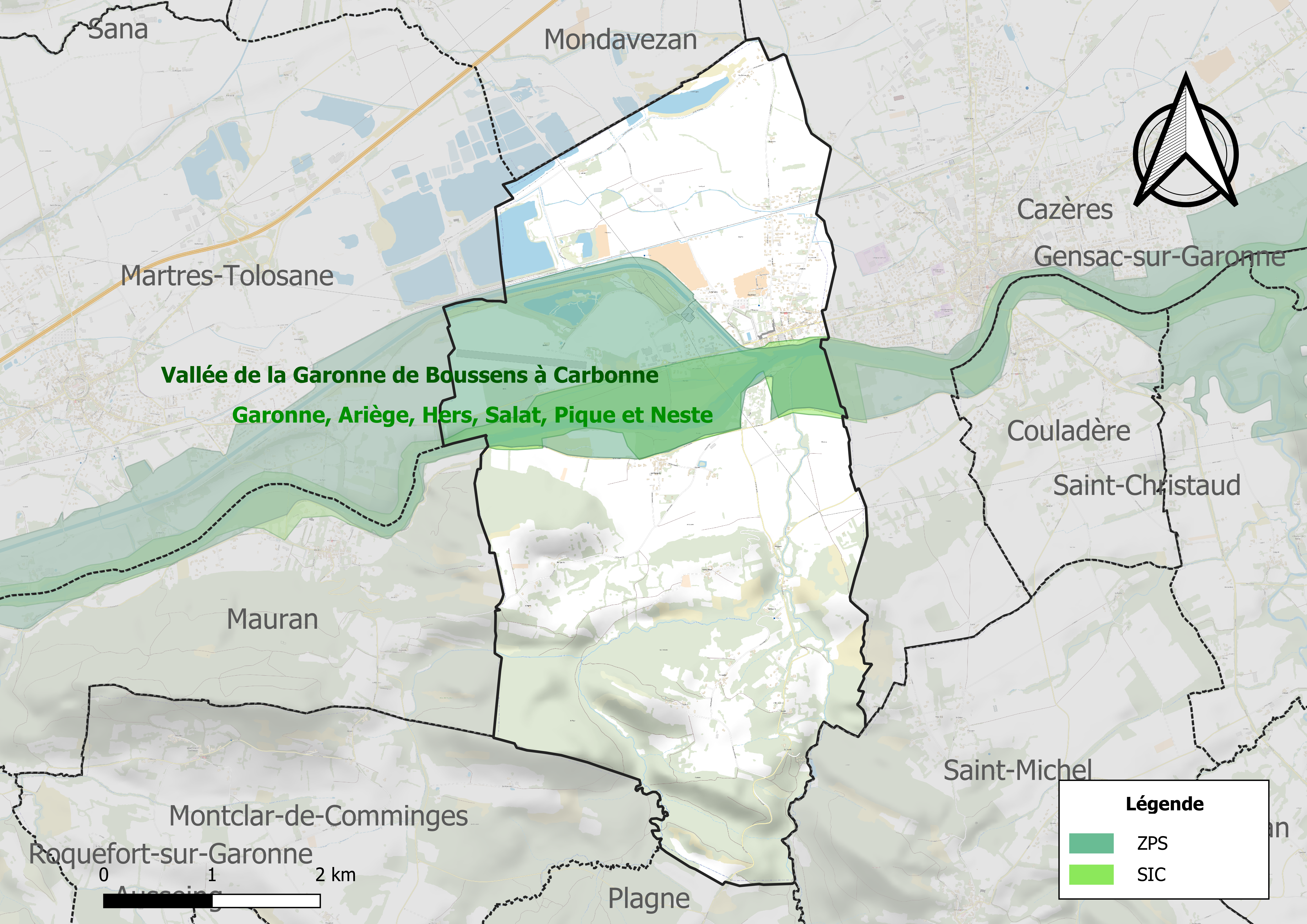
Site Natura 2000 sur le territoire communal.

Le réseau Natura 2000 est un réseau écologique européen de sites naturels d'intérêt écologique élaboré à partir des directives habitats et oiseaux, constitué de zones spéciales de conservation (ZSC) et de zones de protection spéciale (ZPS) : 
Un site Natura 2000 a été défini sur la commune au titre de la directive habitats.
- « Garonne, Ariège, Hers, Salat, Pique et Neste », d'une superficie de 9 581 ha, un réseau hydrographique pour les poissons migrateurs (zones de frayères actives et potentielles importantes pour le Saumon en particulier qui fait l'objet d'alevinages réguliers et dont des adultes atteignent déjà Foix sur l'Ariège[22]

et un au titre de la directive oiseaux : 
- la « vallée de la Garonne de Boussens à Carbonne », d'une superficie de 1 893 ha, hébergeant une avifaune bien représentée en diversité, mais en effectifs limités (en particulier, baisse des populations de plusieurs espèces de hérons). Trois espèces de hérons y nichent : Garde-bœufs, Bihoreau gris et Aigrette garzette[23].

#### Zones naturelles d'intérêt écologique, faunistique et floristique

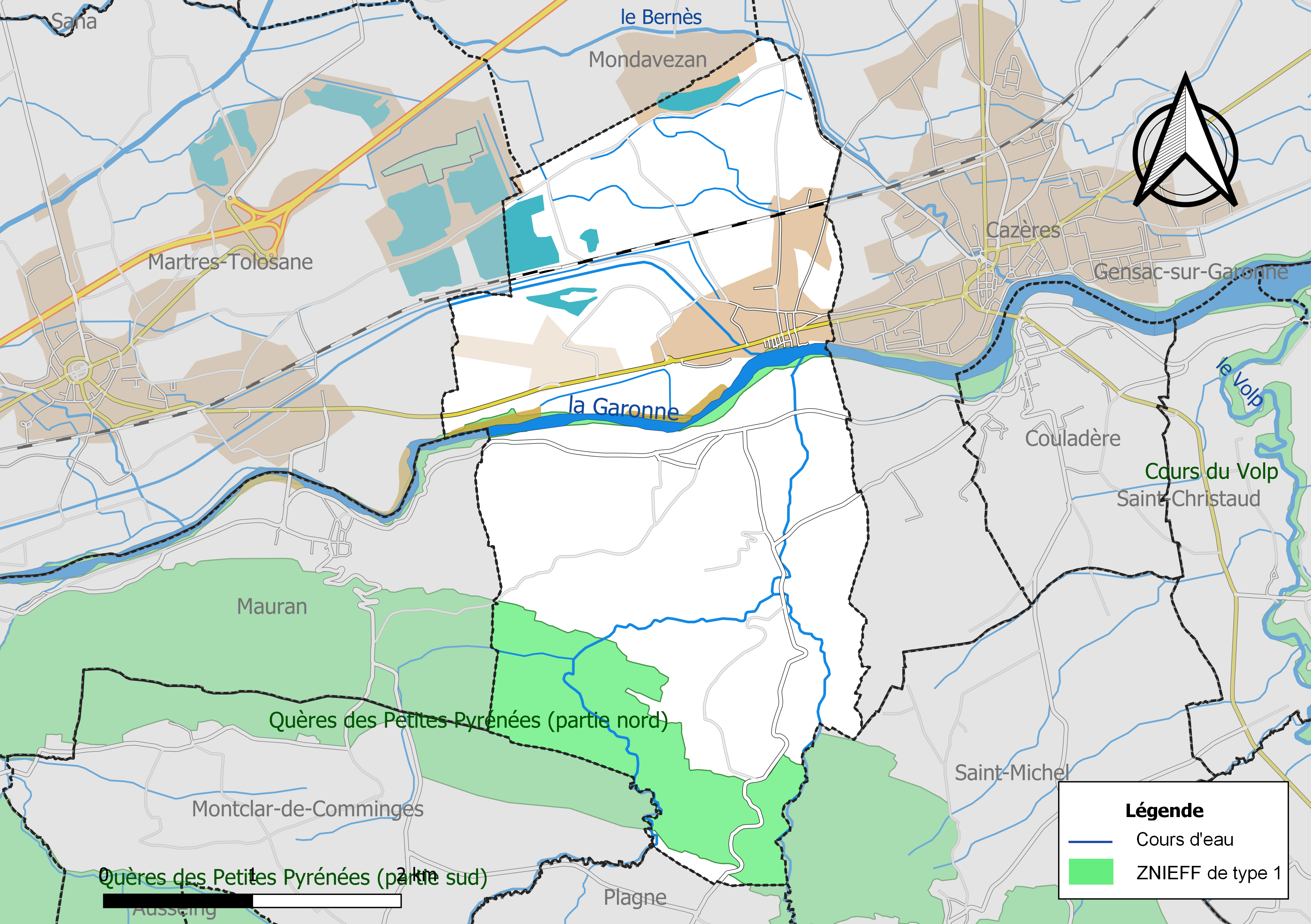
Carte des ZNIEFF de type 1 localisées sur la commune.

L’inventaire des zones naturelles d'intérêt écologique, faunistique et floristique (ZNIEFF) a pour objectif de réaliser une couverture des zones les plus intéressantes sur le plan écologique, essentiellement dans la perspective d’améliorer la connaissance du patrimoine naturel national et de fournir aux différents décideurs un outil d’aide à la prise en compte de l’environnement dans l’aménagement du territoire.
Deux ZNIEFF de type 1 sont recensées sur la commune :
« la Garonne de Montréjeau jusqu'à Lamagistère » (5 075 ha), couvrant 92 communes dont 63 dans la Haute-Garonne, trois en Lot-et-Garonne et 26 en Tarn-et-Garonne et 
les « Quères des Petites Pyrénées (partie nord) » (1 262 ha), couvrant 9 communes dont une dans l'Ariège et huit dans la Haute-Garonne
et deux ZNIEFF de type 2, : 
- « la Garonne et milieux riverains, en aval de Montréjeau » (6 874 ha), couvrant 93 communes dont 64 dans la Haute-Garonne, trois en Lot-et-Garonne et 26 en Tarn-et-Garonne[27] ;
- les « Petites Pyrénées en rive droite de la Garonne » (12 847 ha), couvrant 20 communes dont huit dans l'Ariège et 12 dans la Haute-Garonne[28].

## Urbanisme

### Typologie
Au 1er janvier 2024, Palaminy est catégorisée petite ville, selon la nouvelle grille communale de densité à sept niveaux définie par l'Insee en 2022.
Elle appartient à l'unité urbaine de Cazères, une agglomération intra-départementale regroupant trois  communes, dont elle est une commune de la banlieue,,. Par ailleurs la commune fait partie de l'aire d'attraction de Toulouse, dont elle est une commune de la couronne,. Cette aire, qui regroupe 527 communes, est catégorisée dans les aires de 700 000 habitants ou plus (hors Paris),.

### Occupation des sols
L'occupation des sols de la commune, telle qu'elle ressort de la base de données européenne d’occupation biophysique des sols Corine Land Cover (CLC), est marquée par l'importance des territoires agricoles (58,7 % en 2018), en diminution par rapport à 1990 (65,7 %). La répartition détaillée en 2018 est la suivante : 
forêts (26,1 %), zones agricoles hétérogènes (24,5 %), terres arables (17,2 %), prairies (17 %), zones urbanisées (6 %), eaux continentales (5,7 %), espaces verts artificialisés, non agricoles (2,3 %), mines, décharges et chantiers (1,2 %). L'évolution de l’occupation des sols de la commune et de ses infrastructures peut être observée sur les différentes représentations cartographiques du territoire : la carte de Cassini (XVIIIe siècle), la carte d'état-major (1820-1866) et les cartes ou photos aériennes de l'IGN pour la période actuelle (1950 à aujourd'hui).

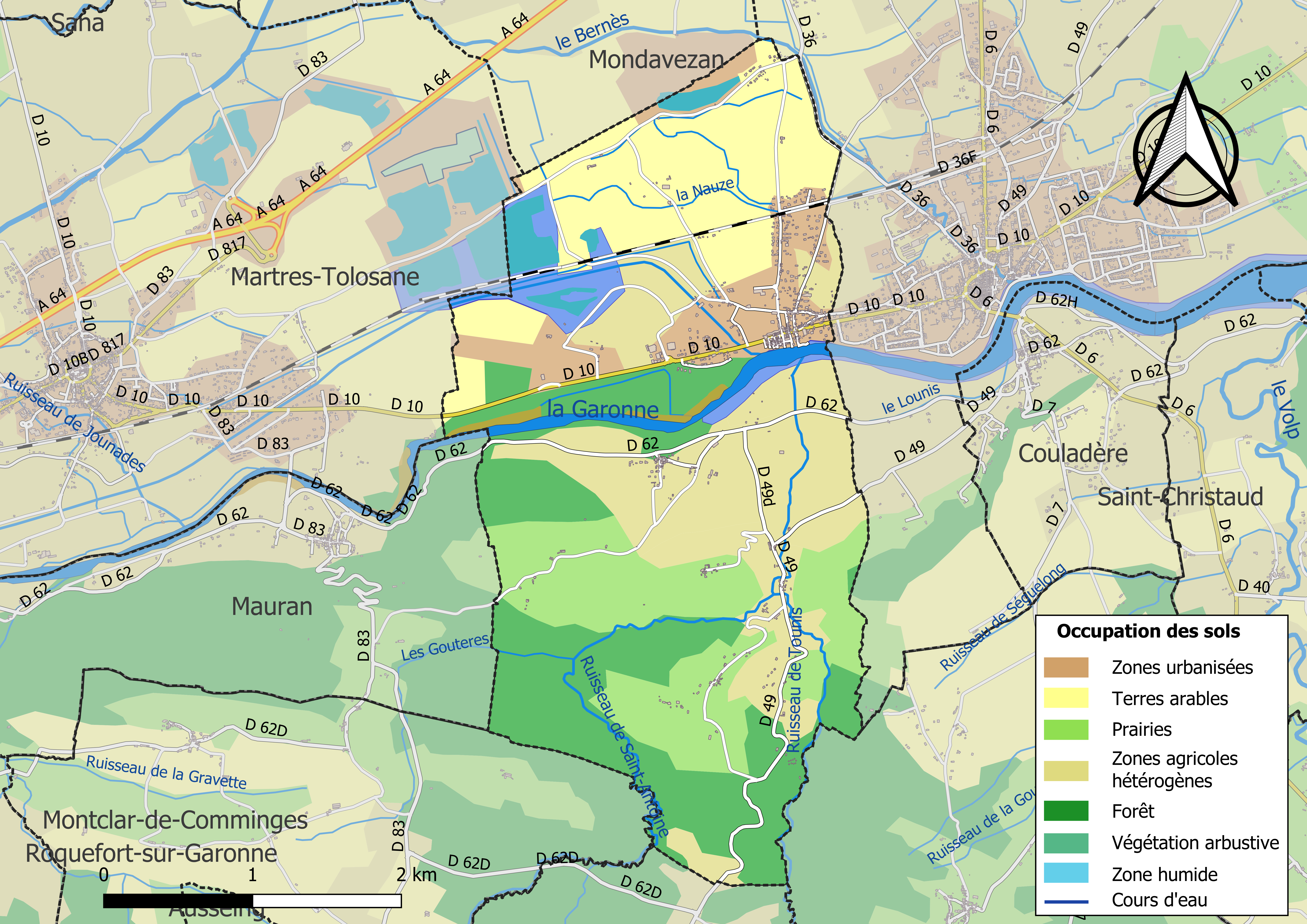
Carte des infrastructures et de l'occupation des sols de la commune en 2018 (CLC).

### Voies de communication et transports

#### Voies de communication
Accès par l'autoroute A64 sortie :  23 et par l'ancienne route nationale 125.

#### Transports
La ligne 379 du réseau Arc-en-Ciel relie le centre de la commune au centre-ville de Saint-Gaudens depuis Lavelanet-de-Comminges.
La gare la plus proche est la gare de Cazères sur la ligne Toulouse - Bayonne.

### Risques majeurs
Le territoire de la commune de Palaminy est vulnérable à différents aléas naturels : météorologiques (tempête, orage, neige, grand froid, canicule ou sécheresse), inondations, feux de forêts, mouvements de terrains et séisme (sismicité faible). Il est également exposé à un risque technologique, la rupture d'un barrage. Un site publié par le BRGM permet d'évaluer simplement et rapidement les risques d'un bien localisé soit par son adresse soit par le numéro de sa parcelle.

#### Risques naturels
Certaines parties du territoire communal sont susceptibles d’être affectées par le risque d’inondation par débordement de cours d'eau, notamment le Bernès. La commune a été reconnue en état de catastrophe naturelle au titre des dommages causés par les inondations et coulées de boue survenues en 1982, 1999, 2000, 2009, 2011, 2018 et 2022,.
Un plan départemental de protection des forêts contre les incendies a été approuvé par arrêté préfectoral du 25 septembre 2006. Palaminy est exposée au risque de feu de forêt du fait de la présence sur son territoire du massif des Petites Pyrénées. Il est ainsi défendu aux propriétaires de la commune et à leurs ayants droit de porter ou d’allumer du feu dans l'intérieur et à une distance de 200 mètres des bois, forêts, plantations, reboisements ainsi que des landes. L’écobuage est également interdit, ainsi que les feux de type méchouis et barbecues, à l’exception de ceux prévus dans des installations fixes (non situées sous couvert d'arbres) constituant une dépendance d'habitation,

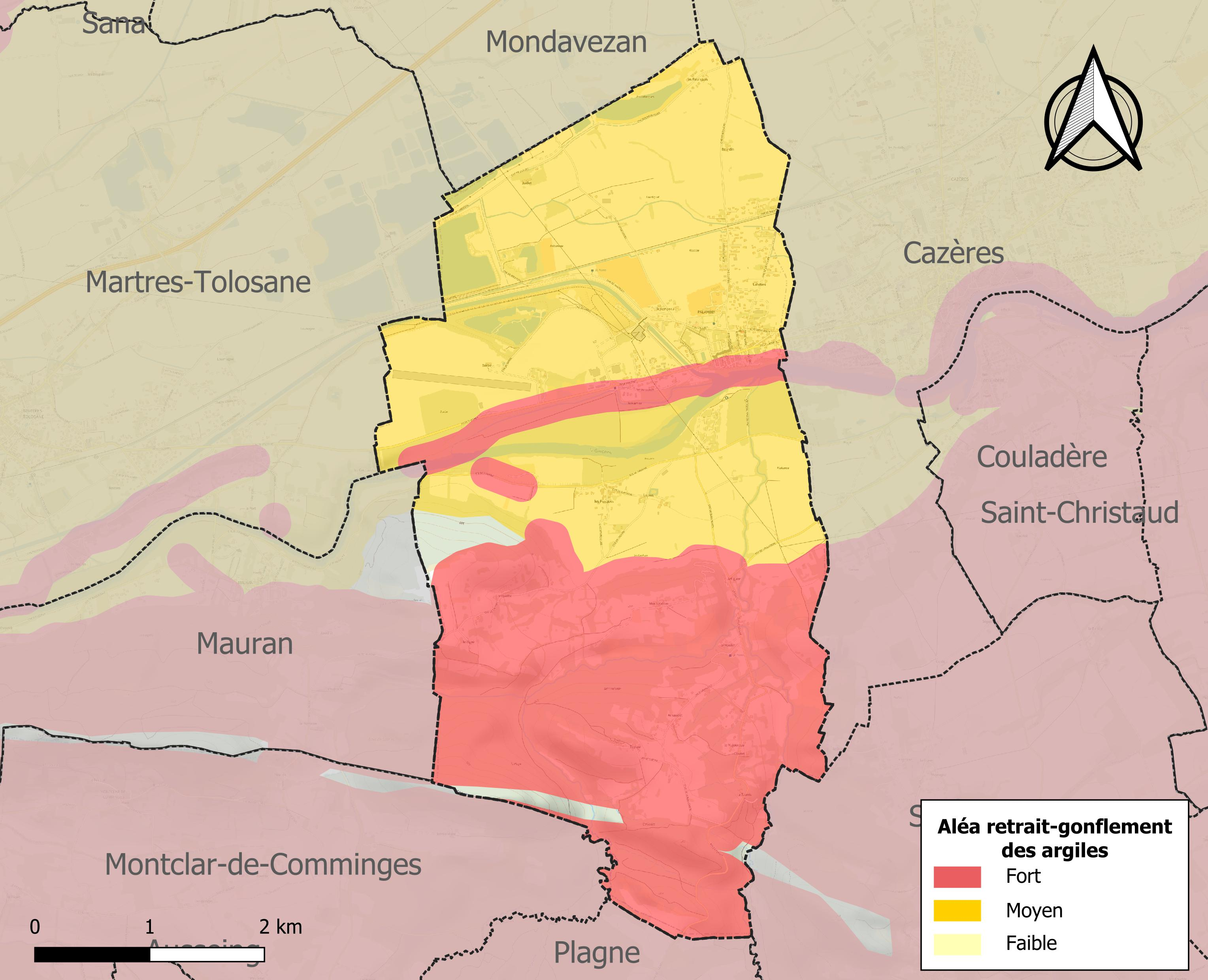
Carte des zones d'aléa retrait-gonflement des sols argileux de Palaminy.

La commune est vulnérable au risque de mouvements de terrains constitué principalement du retrait-gonflement des sols argileux. Cet aléa est susceptible d'engendrer des dommages importants aux bâtiments en cas d’alternance de périodes de sécheresse et de pluie. 97,8 % de la superficie communale est en aléa moyen ou fort (88,8 % au niveau départemental et 48,5 % au niveau national). Sur les 380 bâtiments dénombrés sur la commune en 2019, 380 sont en aléa moyen ou fort, soit 100 %, à comparer aux 98 % au niveau départemental et 54 % au niveau national. Une cartographie de l'exposition du territoire national au retrait gonflement des sols argileux est disponible sur le site du BRGM,.
Par ailleurs, afin de mieux appréhender le risque d’affaissement de terrain, l'inventaire national des cavités souterraines permet de localiser celles situées sur la commune.
Concernant les mouvements de terrains, la commune a été reconnue en état de catastrophe naturelle au titre des dommages causés par la sécheresse en 1989, 2003, 2011 et 2016 et par des mouvements de terrain en 1999.

#### Risques technologiques
La commune est en outre située en aval des barrages du Portillon, de Cap de Long (Hautes-Pyrénées) et de l'Oule (Hautes-Pyrénées). À ce titre elle est susceptible d’être touchée par l’onde de submersion consécutive à la rupture d'un de ces ouvrages.

## Histoire
La bastide protégée par un rempart fut construite par Raymond VII, comte de Toulouse vers 1260.
Elle est située à un point stratégique qui favorisa les convoitises de la part des comtes de Toulouse, des comtes de Comminges et des comtes de Foix.
À partir du Moyen Âge jusqu'à sa disparition en 1790 pendant la Révolution française, Palaminy faisait partie du diocèse de Rieux.

## Héraldique
| Blason de Palaminy | Blason  | Taillé au 1) d’argent au château du lieu de sable mouvant du trait de partition, au 2) d’or aux trois épis de blé de sinople joints en pointe ; à la barre d’azur brochant sur la partition chargée d’un éclair d’or. |
| Blason de Palaminy | Détails | Le statut officiel du blason reste à déterminer. |

## Politique et administration

### Administration municipale
Le nombre d'habitants au recensement de 2011 étant compris entre 500 et 1 499 habitants, le nombre de membres du conseil municipal pour l'élection de 2014 est de quinze,.

### Rattachements administratifs et électoraux
Commune faisant partie de la huitième circonscription de la Haute-Garonne de la communauté de communes Cœur de Garonne et du canton de Cazères. Avant le 1er janvier 2017 Palaminy faisait partie de la communauté de communes du canton de Cazères.

### Liste des maires

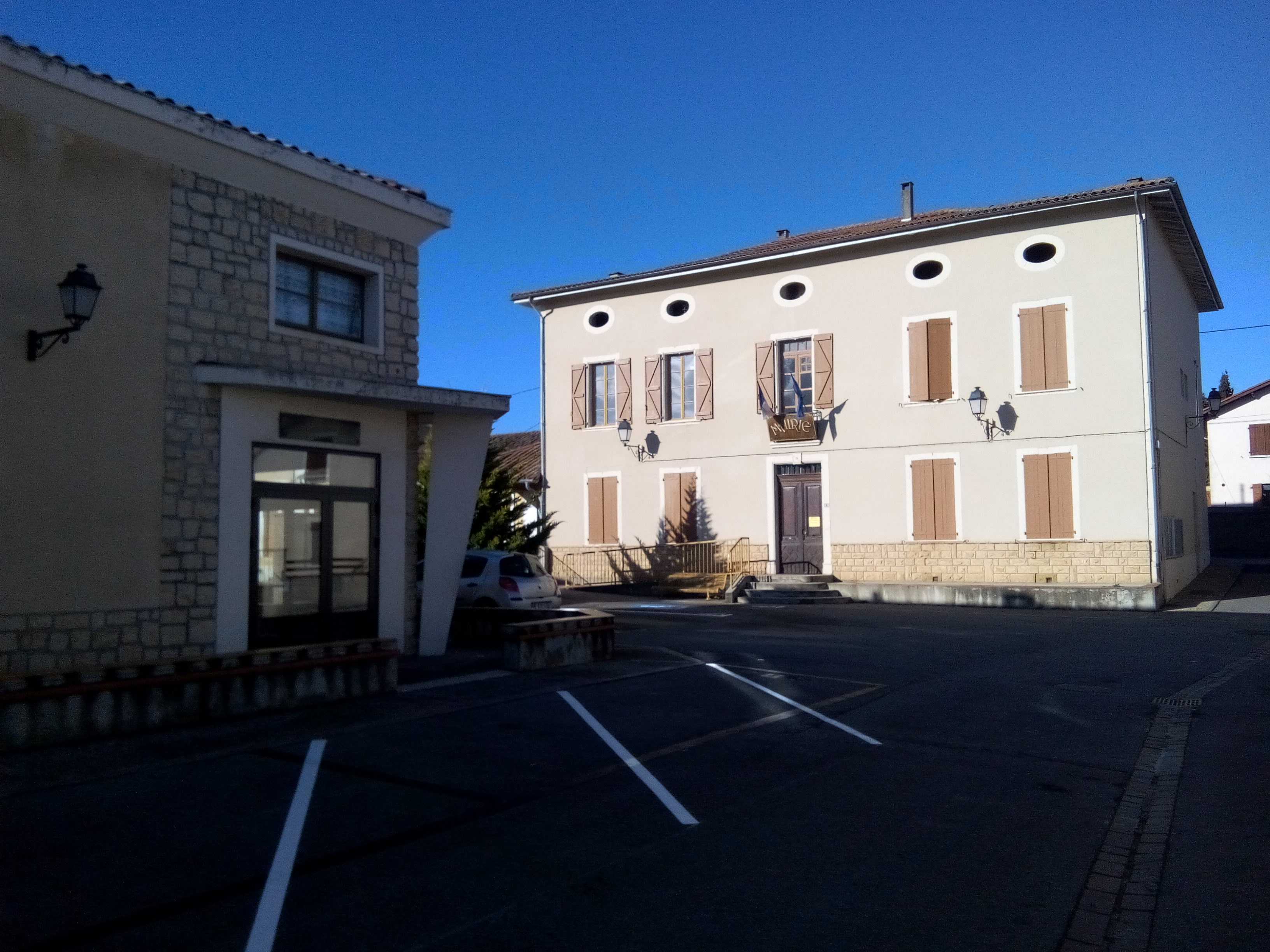
Mairie de Palaminy

| Période                                  | Période  | Identité                          | Étiquette | Qualité |
| ---------------------------------------- | -------- | --------------------------------- | --------- | --- |
| Les données manquantes sont à compléter. |          |                                   |           | |
| 1792                                     | 1803     | Michel Sancan                     |           | |
| 1803                                     | 1815     | Augustin Lajous                   |           | |
| 1816                                     | 1820     | Jean Bertrand Dubois              |           | |
| 1820                                     | 1832     | Jean Sancan                       |           | |
| 1832                                     | 1854     | Jean Louis Sancan                 |           | |
| 1854                                     | 1856     | Jean Baptiste Lajous              |           | |
| 1856                                     | 1865     | François Jammayrac                |           | |
| 1865                                     | 1870     | Joseph Serville                   |           | Président de la commission municipale puis maire                                                             |
| 1871                                     | 1874     | Gaston Antoine Eimar De Palaminy  |           | Marquis de Laloubère (Hautes-Pyrénées) et marquis de Palaminy                                                |
| 1874                                     | 1876     | Augustin Sancan                   |           | |
| 1876                                     | 1909     | Gaston Antoine Eimar De Palaminy  |           | Marquis de Laloubère (Hautes-Pyrénées) et marquis de Palaminy                                                |
| 1909                                     | 1944     | Frédéric Samuel Eimar De Palaminy |           | Marquis de Laloubère (Hautes-Pyrénées) et comte de Palaminy                                                  |
| 1944                                     | 1947     | Paul Pugibet                      |           | Président de la délégation (ou commission) spéciale, président du comité (communal) de libération puis maire |
| 1947                                     | 1971     | Gaston Bonnemaison                |           | |
| 1969                                     | 1971     | Jean Pons                         |           | |
| 1971                                     | 2008     | Bernard Fontan                    |           | |
| mars 2008                                | 2008     | Gérard Rey                        |           | |
| décembre 2008                            | 2014     | Henri Rey                         |           | |
| mars 2014                                | En cours | Christian Sensèbe                 | SE        | Fonctionnaire                                                                                                |
| Les données manquantes sont à compléter. |          |                                   |           | |

## Population et société

### Démographie
L'évolution du nombre d'habitants est connue à travers les recensements de la population effectués dans la commune depuis 1793. Pour les communes de moins de 10 000 habitants, une enquête de recensement portant sur toute la population est réalisée tous les cinq ans, les populations de référence des années intermédiaires étant quant à elles estimées par interpolation ou extrapolation. Pour la commune, le premier recensement exhaustif entrant dans le cadre du nouveau dispositif a été réalisé en 2007.

En 2022, la commune comptait 772 habitants, en évolution de −3,98 % par rapport à 2016 (Haute-Garonne : +8,02 %, France hors Mayotte : +2,11 %).
| 1793 | 1800 | 1806 | 1821 | 1831 | 1836 | 1841 | 1846 | 1851 |
| ---- | ---- | ---- | ---- | ---- | ---- | ---- | ---- | ---- |
| 685  | 542  | 788  | 899  | 934  | 968  | 842  | 875  | 852  |

| 1856 | 1861 | 1866 | 1872 | 1876 | 1881 | 1886 | 1891 | 1896 |
| ---- | ---- | ---- | ---- | ---- | ---- | ---- | ---- | ---- |
| 861  | 844  | 787  | 794  | 793  | 729  | 728  | 704  | 689  |

| 1901 | 1906 | 1911 | 1921 | 1926 | 1931 | 1936 | 1946 | 1954 |
| ---- | ---- | ---- | ---- | ---- | ---- | ---- | ---- | ---- |
| 656  | 642  | 615  | 558  | 552  | 552  | 504  | 477  | 500  |

| 1962 | 1968 | 1975 | 1982 | 1990 | 1999 | 2006 | 2007 | 2012 |
| ---- | ---- | ---- | ---- | ---- | ---- | ---- | ---- | ---- |
| 537  | 534  | 533  | 585  | 632  | 629  | 764  | 782  | 808  |

| 2017 | 2022 | - | - | - | - | - | - | - |
| ---- | ---- | - | - | - | - | - | - | - |
| 808  | 772  | - | - | - | - | - | - | - |

| selon la population municipale des années : | 1968 | 1975 | 1982 | 1990 | 1999 | 2006 | 2009 | 2013 |
| Rang de la commune dans le département      | 134  | 149  | 150  | 173  | 187  | 183  | 184  | 188  |
| Nombre de communes du département           | 592  | 582  | 586  | 588  | 588  | 588  | 589  | 589  |

### Enseignement
Palaminy fait partie de l'académie de Toulouse.

### Culture et festivité
Salle des fêtes, fête de la Saint Pierre en juillet , fête de la rive droite en août ,

### Sports
Tennis, football, pétanque,

### Écologie et recyclage
La collecte et le traitement des déchets des ménages et des déchets assimilés ainsi que la protection et la mise en valeur de l'environnement se font dans le cadre de la communauté de communes du canton de Cazères.
Une déchèterie intercommunale gérée par la communauté de communes est présente sur la commune de Mondavezan.

## Économie

### Revenus
En 2018  (données Insee publiées en septembre 2021), la commune compte 325 ménages fiscaux, regroupant 749 personnes. La médiane du revenu disponible par unité de consommation est de 21 390 € (23 140 € dans le département).

### Emploi
|                | 2008  | 2013  | 2018   |
| -------------- | ----- | ----- | ------ |
| Commune        | 7,6 % | 9,1 % | 11,3 % |
| Département    | 7,7 % | 9,6 % | 9,3 %  |
| France entière | 8,3 % | 10 %  | 10 %   |

En 2018, la population âgée de 15 à 64 ans s'élève à 486 personnes, parmi lesquelles on compte 77,9 % d'actifs (66,5 % ayant un emploi et 11,3 % de chômeurs) et 22,1 % d'inactifs,. En  2018, le taux de chômage communal (au sens du recensement) des 15-64 ans est supérieur à celui du département et de la France, alors qu'en 2008 la situation était inverse.
La commune fait partie de la couronne de l'aire d'attraction de Toulouse, du fait qu'au moins 15 % des actifs travaillent dans le pôle,. Elle compte 127 emplois en 2018, contre 149 en 2013 et 170 en 2008. Le nombre d'actifs ayant un emploi résidant dans la commune est de 325, soit un indicateur de concentration d'emploi de 39 % et un taux d'activité parmi les 15 ans ou plus de 55,3 %.
Sur ces 325 actifs de 15 ans ou plus ayant un emploi, 62 travaillent dans la commune, soit 19 % des habitants. Pour se rendre au travail, 81,9 % des habitants utilisent un véhicule personnel ou de fonction à quatre roues, 5,8 % les transports en commun, 6,2 % s'y rendent en deux-roues, à vélo ou à pied et 6,2 % n'ont pas besoin de transport (travail au domicile).

### Activités hors agriculture

#### Secteurs d'activités
74 établissements sont implantés  à Palaminy au 31 décembre 2019. Le tableau ci-dessous en détaille le nombre par secteur d'activité et compare les ratios avec ceux du département,.
| Secteur d'activité                                                                                        | Commune | Commune | Département |
| Secteur d'activité                                                                                        | Nombre  | %       | %           |
| --- | ------- | ------- | ----------- |
| Ensemble                                                                                                  | 74      |         |             |
| Industrie manufacturière, industries extractives et autres                                                | 15      | 20,3 %  | (5,7 %)     |
| Construction                                                                                              | 11      | 14,9 %  | (12 %)      |
| Commerce de gros et de détail, transports, hébergement et restauration                                    | 18      | 24,3 %  | (25,9 %)    |
| Activités financières et d'assurance                                                                      | 1       | 1,4 %   | (3,8 %)     |
| Activités spécialisées, scientifiques et techniques et activités de services administratifs et de soutien | 13      | 17,6 %  | (19,8 %)    |
| Administration publique, enseignement, santé humaine et action sociale                                    | 11      | 14,9 %  | (16,6 %)    |
| Autres activités de services                                                                              | 5       | 6,8 %   | (7,9 %)     |

Le secteur du commerce de gros et de détail, des transports, de l'hébergement et de la restauration est prépondérant sur la commune puisqu'il représente 24,3 % du nombre total d'établissements de la commune (18 sur les 74 entreprises implantées  à Palaminy), contre 25,9 % au niveau départemental.

#### Entreprises et commerces
Les quatre entreprises ayant leur siège social sur le territoire communal qui génèrent le plus de chiffre d'affaires en 2020 sont : 
- Entreprise Generale D'amenagement Exterieur, services d'aménagement paysager (260 k€)
- EURL Di Persio Dominique, réparation de machines et équipements mécaniques (239 k€)
- CJ @ Rey Hervo, commerce de détail d'ordinateurs, d'unités périphériques et de logiciels en magasin spécialisé (52 k€)
- JHFdistribution, commerce de gros d'équipements automobiles (15 k€)

### Agriculture
|               | 1988 | 2000 | 2010 | 2020 |
| ------------- | ---- | ---- | ---- | ---- |
| Exploitations | 21   | 19   | 9    | 7    |
| SAU (ha)      | 531  | 433  | 337  | 333  |

La commune est dans « les Vallées », une petite région agricole consacrée à la polyculture sur les plaines et terrasses alluviales qui s’étendent de part et d’autre des sillons marqués par la Garonne et l’Ariège. En 2020, l'orientation technico-économique de l'agriculture  sur la commune est la culture de céréales et/ou d'oléoprotéagineuses. Sept exploitations agricoles ayant leur siège dans la commune sont dénombrées lors du recensement agricole de 2020 (21 en 1988). La superficie agricole utilisée est de 333 ha,,.

## Culture locale et patrimoine

### Lieux et monuments

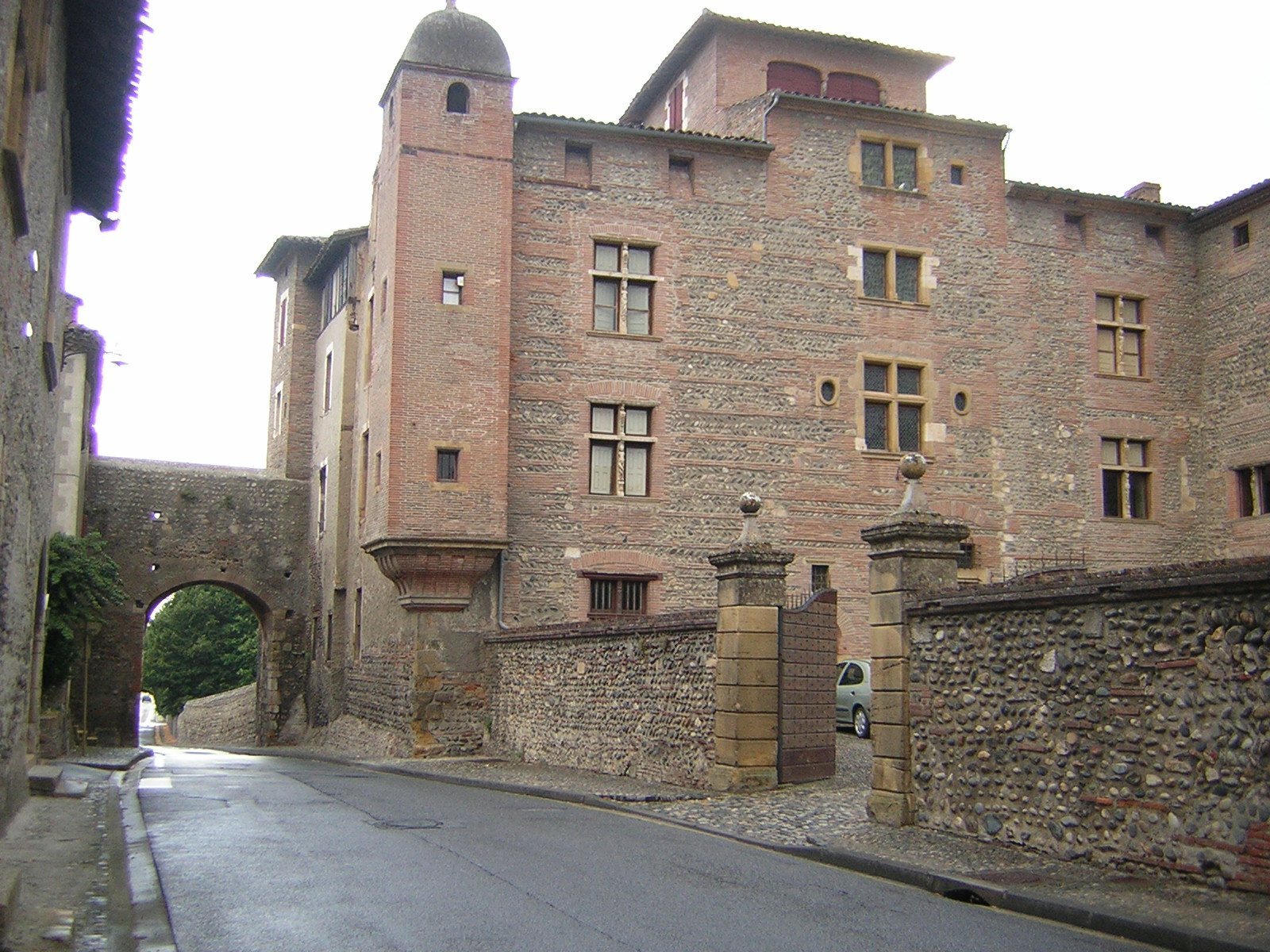
Château.

- Église Saint-Pierre.

#### Monuments historiques
- Château de Palaminy ;
- Clocher et chapelle de Palaminy ;
- Maison du Tilleul ;
- Maison Le Roucat.

### Personnalités liées à la commune
- Samuel Aymar seigneur de Palaminy conseiller au Parlement de Toulouse en 1720.

## Pour approfondir

#### Site de l'Insee
1. 1 2 3 4 5  Insee, « Métadonnées de la commune de Palaminy ».
2. ↑  « La grille communale de densité », sur insee,fr, 28 mai 2024 (consulté le 27 juin 2024).
3. ↑  « Unité urbaine 2020 de Cazères », sur insee.fr (consulté le 27 juin 2024).
4. ↑  « Liste des communes composant l'aire d'attraction de Toulouse », sur insee.fr (consulté le 27 juin 2024).
5. ↑  Marie-Pierre de Bellefon, Pascal Eusebio, Jocelyn Forest, Olivier Pégaz-Blanc et Raymond Warnod (Insee), « En France, neuf personnes sur dix vivent dans l’aire d’attraction d’une ville », sur insee.fr, 21 octobre 2020 (consulté le 27 juin 2024).
6. ↑  « REV T1 - Ménages fiscaux de l'année 2018 à Palaminy » (consulté le 2 février 2022).
7. ↑  « REV T1 - Ménages fiscaux de l'année 2018 dans la Haute-Garonne » (consulté le 2 février 2022).
8. 1 2  « Emp T1 - Population de 15 à 64 ans par type d'activité en 2018 à Palaminy » (consulté le 2 février 2022).
9. ↑  « Emp T1 - Population de 15 à 64 ans par type d'activité en 2018 dans la Haute-Garonne » (consulté le 2 février 2022).
10. ↑  « Emp T1 - Population de 15 à 64 ans par type d'activité en 2018 dans la France entière » (consulté le 2 février 2022).
11. ↑  « Base des aires d'attraction des villes 2020 », sur site de l'Insee (consulté le 10 avril 2021).
12. ↑  « Emp T5 - Emploi et activité en 2018 à Palaminy » (consulté le 2 février 2022).
13. ↑  « ACT T4 - Lieu de travail des actifs de 15 ans ou plus ayant un emploi qui résident dans la commune en 2018 » (consulté le 2 février 2022).
14. ↑  « ACT G2 - Part des moyens de transport utilisés pour se rendre au travail en 2018 » (consulté le 2 février 2022).
15. ↑  « DEN T5 - Nombre d'établissements par secteur d'activité au 31 décembre 2019 à Palaminy » (consulté le 12 février 2022).
16. ↑  « DEN T5 - Nombre d'établissements par secteur d'activité au 31 décembre 2019 dans la Haute-Garonne » (consulté le 12 février 2022).

#### Autres sources
1. ↑  Stephan Georg, « Distance entre Palaminy et Toulouse », sur fr.distance.to (consulté le 24 août 2021).
2. ↑  Stephan Georg, « Distance entre Palaminy et Muret », sur fr.distance.to (consulté le 24 août 2021).
3. ↑  
Stephan Georg, « Distance entre Palaminy et Cazères », sur fr.distance.to (consulté le 24 août 2021).
4. ↑  « Communes les plus proches de Palaminy », sur villorama.com (consulté le 24 août 2021).
5. ↑  Frédéric Zégierman, Le guide des pays de France - Sud, Paris, Fayard, avril 1999 (ISBN 2-213-59961-0), p. 293-296.
6. ↑  Carte IGN sous Géoportail
7. ↑  Répertoire géographique des communes, publié par l'Institut national de l'information géographique et forestière, [lire en ligne].
8. ↑  « Le réseau hydrographique du bassin Adour-Garonne. » [PDF], sur draaf.occitanie.agriculture.gouv.fr (consulté le 5 novembre 2021).
9. ↑  « Fiche communale de Palaminy », sur le système d'information pour la gestion des eaux souterraines en Occitanie (consulté le 5 novembre 2021).
10. ↑  Sandre, « la Garonne »
11. ↑  Sandre, « le Bernès »
12. 1 2  Daniel Joly, Thierry Brossard, Hervé Cardot, Jean Cavailhes, Mohamed Hilal et Pierre Wavresky, « Les types de climats en France, une construction spatiale », Cybergéo, revue européenne de géographie - European Journal of Geography, no 501,‎ 18 juin 2010 (DOI 10.4000/cybergeo.23155, lire en ligne, consulté le 21 novembre 2023)
13. ↑  « Zonages climatiques en France métropolitaine. », sur pluiesextremes.meteo.fr (consulté le 21 novembre 2023).
14. ↑  « Station Météo-France commune de Clarac) - fiche climatologique - période 1991-2020 », sur donneespubliques.meteofrance.fr (consulté le 21 novembre 2023).
15. ↑  « Station Météo-France commune de Palaminy) - fiche de métadonnées. », sur donneespubliques.meteofrance.fr (consulté le 21 novembre 2023).
16. ↑  « Climadiag Commune : diagnostiquez les enjeux climatiques de votre collectivité. », sur meteofrance.fr, novembre 2022 (consulté le 21 novembre 2023).
17. ↑  « Les différents espaces protégés. »(Archive.org • Wikiwix • Archive.is • Google • Que faire ?), sur observatoire-biodiversite-centre.fr (consulté le 29 août 2021).
18. ↑  « Liste des espaces protégés sur la commune », sur le site de l'inventaire national du patrimoine naturel (consulté le 29 août 2021).
19. ↑  « - fiche descriptive », sur le site de l'inventaire national du patrimoine naturel (consulté le 29 août 2021).
20. ↑  Réseau européen Natura 2000, Ministère de la transition écologique et solidaire
21. 1 2  « Liste des zones Natura 2000 de la commune de Palaminy », sur le site de l'Inventaire national du patrimoine naturel (consulté le 29 août 2021).
22. ↑  « site Natura 2000 FR7301822 - fiche descriptive », sur le site de l'inventaire national du patrimoine naturel (consulté le 29 août 2021).
23. ↑  « site Natura 2000 FR7312010 - fiche descriptive », sur le site de l'inventaire national du patrimoine naturel (consulté le 29 août 2021).
24. 1 2  « Liste des ZNIEFF de la commune de Palaminy », sur le site de l'Inventaire national du patrimoine naturel (consulté le 29 août 2021).
25. ↑  « ZNIEFF « la Garonne de Montréjeau jusqu'à Lamagistère » - fiche descriptive », sur le site de l'inventaire national du patrimoine naturel (consulté le 29 août 2021).
26. ↑  « ZNIEFF les « Quères des Petites Pyrénées (partie nord) » - fiche descriptive », sur le site de l'inventaire national du patrimoine naturel (consulté le 29 août 2021).
27. ↑  « ZNIEFF « la Garonne et milieux riverains, en aval de Montréjeau » - fiche descriptive », sur le site de l'inventaire national du patrimoine naturel (consulté le 29 août 2021).
28. ↑  « ZNIEFF les « Petites Pyrénées en rive droite de la Garonne » - fiche descriptive », sur le site de l'inventaire national du patrimoine naturel (consulté le 29 août 2021).
29. ↑  « CORINE Land Cover (CLC) - Répartition des superficies en 15 postes d'occupation des sols (métropole). », sur le site des données et études statistiques du ministère de la Transition écologique. (consulté le 14 avril 2021).
30. 1 2 3  « Les risques près de chez moi - commune de Palaminy », sur Géorisques (consulté le 17 octobre 2022).
31. ↑  BRGM, « Évaluez simplement et rapidement les risques de votre bien », sur Géorisques (consulté le 10 septembre 2022).
32. ↑  « Dossier départemental des risques majeurs dans la Haute-Garonne », sur haute-garonne.gouv.fr (consulté le 10 septembre 2022), partie 1 -  chapitre Risque inondation.
33. ↑  « Dossier départemental des risques majeurs dans la Haute-Garonne », sur haute-garonne.gouv.fr (consulté le 10 septembre 2022), chapitre Risque feux de forêts.
34. ↑  « Prévention des incendies de forêt en Haute-Garonne », sur haute-garonne.gouv.fr (consulté le 10 septembre 2022).
35. ↑  « Dossier départemental des risques majeurs dans la Haute-Garonne », sur haute-garonne.gouv.fr (consulté le 10 septembre 2022), partie 1 -  chapitre Mouvements de terrain.
36. ↑  « Retrait-gonflement des argiles », sur le site de l'observatoire national des risques naturels (consulté le 10 septembre 2022).
37. ↑  « Liste des cavités souterraines localisées sur la commune de Palaminy », sur georisques.gouv.fr (consulté le 10 septembre 2022).
38. ↑  « Dossier départemental des risques majeurs dans la Haute-Garonne », sur haute-garonne.gouv.fr (consulté le 22 août 2023), chapitre Risque rupture de barrage.
39. ↑  art L. 2121-2 du code général des collectivités territoriales.
40. ↑  « Résultats des élections municipales et communautaires 2014 », sur interieur.gouv.fr (consulté le 18 août 2020).
41. ↑  
« Archives communales numérisées de Palaminy - Délibérations (1829-1959) », sur site des Archives Départementales de la haute-Garonne (consulté le 20 février 2023).
42. ↑  L'organisation du recensement, sur insee.fr.
43. ↑  Calendrier départemental des recensements, sur insee.fr.
44. ↑  Des villages de Cassini aux communes d'aujourd'hui sur le site de l'École des hautes études en sciences sociales.
45. ↑  Fiches Insee - Populations de référence de la commune pour les années 2006, 2007, 2008, 2009, 2010, 2011, 2012, 2013, 2014, 2015, 2016, 2017, 2018, 2019, 2020, 2021 et 2022.
46. 1 2 3 4 5  INSEE, « Population selon le sexe et l'âge quinquennal de 1968 à 2012 (1990 à 2012 pour les DOM) », sur insee.fr, 15 octobre 2015 (consulté le 10 janvier 2016).
47. ↑  INSEE, « Populations légales 2006 des départements et des collectivités d'outre-mer », sur insee.fr, 1er janvier 2009 (consulté le 8 janvier 2016).
48. ↑  INSEE, « Populations légales 2009 des départements et des collectivités d'outre-mer », sur insee.fr, 1er janvier 2012 (consulté le 8 janvier 2016).
49. ↑  INSEE, « Populations légales 2013 des départements et des collectivités d'outre-mer », sur insee.fr, 1er janvier 2016 (consulté le 8 janvier 2016).
50. ↑  http://www.cc-canton-cazeres.fr/fr/services/ordures-menageres.html
51. ↑  http://www.cc-canton-cazeres.fr/fr/services/dechetterie.html
52. ↑  « Entreprises à Palaminy », sur entreprises.lefigaro.fr (consulté le 12 février 2022).
53. ↑  « Les régions agricoles (RA), petites régions agricoles(PRA) - Année de référence : 2017 », sur agreste.agriculture.gouv.fr (consulté le 12 février 2022).
54. ↑  Présentation des premiers résultats du recensement agricole 2020, Ministère de l’agriculture et de l’alimentation, 10 décembre 2021
55. ↑  « Fiche de recensement agricole - Exploitations ayant leur siège dans la commune de Palaminy - Données générales », sur recensement-agricole.agriculture.gouv.fr (consulté le 12 février 2022).